# بريد الإمارات
بريد الإمارات هو المشغل البريدي الرسمي لدولة الإمارات العربية المتحدة، ويقدم خدمات بريدية ولوجستية ومالية، تأسس عام 1945

## مجموعة بريد الإمارات

طابع بريد لدولة الإمارات العربية المتحدة 1986

تتولى مجموعة بريد الإمارات إدارة وحداتها التشغيلية البريدية بالإضافة إلى كل من مركز وول ستريت للصرافة المتخصص بالحلول المالية ومركز الوثائق الإلكتروني المتخصص بتوفير الحلول للشركات. تسعى مجموعة بريد الإمارات باستمرار لتقديم الخدمات والحلول البريدية التي تتطابق مع أحدث الاتجاهات في مجال الخدمات البريدية العالمية، مع التركيز على جعل مكاتب البريد مركزاً لتقديم خدمات متنوعة تحت سقف واحد، وذلك من خلال شبكة مكاتبها المنتشرة بالدولة والتي تصل إلى أكثر من 115 مكتب بريد، لتنطلق المجموعة نحو تحقيق رضا العملاء بالإضافة إلى التزامها بمبادئ المسؤولية المجتمعية. تقدم المجموعة خدمات ذات نوعية فريدة تضم فئات لخدمات بريدية وغير بريدية. ومن خدماتها البريدية يتم توفير حلول تناسب الأفراد والشركات، كما توفر خدمات البريد السريع المحلية والدولية، وخدمة الطرود المحلية والدولية، وخدمات تحويل الأموال (خدمة إنستنت كاش وخدمة النظام المالي الدولي للاتحاد البريد العالمي IFS). وضمن خدماتها غير البريدية تقدم المجموعة بالشراكة مع جهات حكومية وشركات مع القطاع الخاص خدمات حيوية للمجتمع. تنقسم خدماتها إلى خدمات حكومية، وخدمات دفع الفواتير، وخدمات مالية، وخدمات السفر. كما تقدم المجموعة للشركات خدمة مميزة من الحلول التسويقية، والتي تشمل الإعلان من خلال البريد والطوابع الدعائية.

## تاريخ
تم انشاء إدارة عامة للخدمات البريدية تابعة لوزارة المواصلات في العام 1972، كما تم اصدار أول مجموعة طوابع بريدية عادية تحمل اسم دولة الإمارات العربية المتحدة في العام 1973، وفي نفس العام انضمت الإمارات للاتحاد البريدي العالمي، وفي العام 1985 تم انشاء الهيئة العامة للبريد، ثم في العام 2001 تأسست مؤسسة الإمارات للبريد بقانون اتحادي، وفي 2007 تم تاسيس مجموعة بريد الإمارات القابضة لتكون مؤسسة الإمارات للبريد إحدى الشركات التابعة لها، ثم صدر القانون الاتحادي رقم (3) لسنة 2013 لتنشأ مؤسسة عامة تسمى مجموعة بريد الإمارات تتمتع بالشخصية الاعتبارية والأهلية الكاملة لمباشرة التصرفات القانونية اللازمة لتحقيق أغراضها، وتتمتع بميزانية مستقلة وتدمج كل من بريد الإمارات وامبوست كوحدتين تشغيليتين في المجموعة. وفي العام 2019 صدر القانون الاتحادي رقم (21) الخاص بتحويل مجموعة بريد الإمارات إلى شركة مساهمة عامة مملوكة بالكامل لجهاز الإمارات للاستثمار وأصبحت تعرف باسم شركة مجموعة بريد الإمارات حيث تستمر في الاشراف على عمل الشركات التابعة. وقد أعلنت الشركة عن خطتها للتوسع في عدد نقاط الخدمة التابعة لها ليصل إلى 1000 نقطة خلال العام 2024، لتسهيل عملية استلام وتسليم البضائع والطرود البريدية وذلك انطلاقاً من استراتيجية الشركة القائمة على التمكين والتوسع والتحول، كما أطلقت المجموعة هويتها المؤسسية الجديدة تحت العلامة التجارية 7X التي ترمز إلى الإمارات السبع وربطها مع القارات السبع عبر البحار السبع، مما يعكس التزام المجموعة بتمكين عالم دائم الحركة، وتهدف المجموعة أيضاً إلى تعزيز الشراكات الاستراتيجية والتنمية المستدامة ودعم التحول الرقمي.

## بريد الإمارات والاتحاد البريدي العالمي
انضمت دولة الإمارات للاتحاد البريدي العالمي في العام 1973، وقد تم انتخابها في مجلس العمليات البريدية للاتحاد في العام 2012، كما حصل مركز التدريب الخاص ببريد الإمارات على اعتماد الاتحاد البريدي العالمي لإجراء برامج تدريبية لمؤسسات البريد المجاورة، وفي العام 2006 استضافت الإمارات العربية المتحدة المؤتمر الاستراتيجي للاتحاد البريدي العالمي في دبي، وتدعم مجموعة بريد الإمارات مجموعة مختلفة من النشاطات والمبادرات للاتحاد البريدي العالمي.

## الشركات التابعة

### مركز وول ستريت للصرافة
تأسس مركز وول ستريت للصرافة في دبي عام 1982 و يعتبر من أوائل الشركات التي زاولت النشاط في الدولة، المركز مملوك بالكامل لمجموعة بريد الإمارات. تتكون الشركة من مجموعة شركات وهي كالتالي:
• مركز وول ستريت للصرافة ذ.م.م - الإمارات
• وول ستريت فوركس لندن المحدودة - بريطانيا
• صرافة وول ستريت المحدودة – هونغ كونغ
• إنستانت كاش – المنطقة الحرة
لدى المركز علاقات وطيدة مع المئات من المصارف العالمية والشركات المالية في مختلف أنحاء العالم . كما يمتلك غرفة تداول متخصصة في شراء وبيع العملات الأجنبية مجهزة بأحدث الأنظمة وأكثرها تطوراً . كما تحرص المجموعة على تطبيق قوانين البنك المركزي المتعلقة بمكافحة غسيل الأموال. 

### مركز الوثائق الإلكتروني
تعتبر شركة ”مركز الوثائق الإلكتروني“ أول شراكة من نوعها بين القطاعين الحكومي ”مجموعة بريد الإمارات “ والخاص ”آبا للإلكترونيات“ في منطقة الخليج والشرق الأوسط التي تعمل في مجال الطباعة ومعالجة وتجهيز المواد البريدية، لتعكس الرؤية المستقبلية لمفهوم ونوعية الخدمات البريدية من خلال إرساء معايير عالية الجودة، والتميز في الخدمات المقدمة في جميع المجالات التي تعمل بها. كما تقدم خدمات متكاملة للشركات والمؤسسات من القطاعين الحكومي والخاص وفقاً لأعلى معايير الجودة إضافة إلى الطباعة الإلكترونية للمواد البريدية الدورية التي تصدرها الشركات لعملائها كالفواتير وكشوف الحساب بالإضافة إلى خدمات طباعة وتغليف البطاقات الذكية وغيرها من الخدمات المرتبطة بها.

## انجازات وجوائز
- 2016 أول مؤسسة بريد في العالم تحصل على المعيار الدولي لتميز الخدماتTISSE2012.[6]
- 2016 أسرع خدمة توصيل بريدي في العالم (حسب مؤشر التنمية البريدية المتكامل)[3]
- 2018 احتلت دولة الإمارات المرتبة الثامنة من بين أفضل 10 دول في العالم لخدمات البريد العاجل الدولي والمركز الأول في منطقة الشرق الأوسط وذلك عن أرقام 2017.[7]
- عام 2018 حصلت مجموعة بريد الإمارات على جائزة أفضل مشروع لتحول نظام تقييم الأداء الورقي إلى نظام إلكتروني متكامل خلال فترة زمنية قصيرة من قبل شركة سابا "Saba" على المستوى الإقليمي[8]
- عام 2019 نال بريد الإمارات للمرة الثالثة جائزة الخدمة المميزة للمتعاملين في مجال خدمات البريد السريع الدولي، ضمن الجائزة العالمية للبريد العاجل (EMS) التابعة لاتحاد البريد العالمي، لتصبح بذلك دولة الإمارات هي الأولى عربياً في الفوز بهذه الجائزة  ثلاث مرات [9]
- نال بريد الإمارات جائزة "أمازون لأفضل شركة توصيل لعام 2022" في منطقة الشرق الأوسط وشمال إفريقيا، وذلك للعام الثاني على التوالي[10]

## وصلات خارجية
- http://www.epg.gov.ae/